# Stazione di Gambettola
Stazione di Gambettola vasútállomás Olaszországban, Gambettola településen.

## Vasútvonalak
Az állomást az alábbi vasútvonalak érintik:
- Bologna–Ancona-vasútvonal

## Kapcsolódó állomások
A vasútállomáshoz az alábbi állomások vannak a legközelebb:
- Stazione di Savignano sul Rubicone (Stazione di Ancona)
- Stazione di Cesena (Stazione di Bologna Centrale)